# Чубенко Степан Вікторович
Степан Вікторович Чубенко (11 листопада 1997, Краматорськ, Донецька область, Україна — 27 липня 2014, смт Горбачево-Михайлівка, Моспинська міська рада, Донецьк) — український школяр, воротар «ДЮСШ-Авангард» (Краматорськ), катований і розстріляний бойовиками проросійської терористичної організації «ДНР» за проукраїнську позицію, нагороджений орденом «За мужність» III ступеня (2017, посмертно).

## Життєпис
Вчився у краматорській загальноосвітній школі № 12, захоплювався спортом. Спочатку займався греко-римською боротьбою, потім захопився футболом, захищав ворота юнацької команди «Авангард» з Краматорська, мріяв стати професійним воротарем.
Вболівав за донецький «Шахтар», відвідував його матчі в Донецьку, їздив з командою по іншим містам України. З друзями організував команду КВК, яка їздила виступати в різні міста України. Також з друзями Степан опікувався дитячим будинком в Краматорську. Вони часто відвідували малюків, привозили їм іграшки, одяг, книжки, ласощі. Своїй дівчині Степан говорив, що коли вони одружаться, народять одну дитину і ще двох всиновлять.
З початком проросійських виступів в Україні 2014 року Степан з друзями брав участь в мітингах на підтримку цілісності України, які проводилися в Краматорську. Хлопці носили воду, продукти, засоби гігієни українським військовим, які прибули в місто. Під час обстрілу він допомагав спускатися у сховище літнім людям, носив їм воду, коли місто опинилося відрізаним від водопостачання. Ризикуючи життям, Степан зняв з міської площі ДНРівський прапор.
Коли у квітні 2014 року російські бойовики захопили місто, мати відвезла Степана до своїх батьків в Росію, але через місяць він повернувся, заявивши, що не хоче ховатися «як пацюк» у важкі для країни часи.
У липні 2014 року Степан поїхав до друга в м. Київ. 23 липня сів на поїзд у столиці, щоб повернутися додому. Їхав через Донецьк, де був затриманий бойовиками з батальйону сепаратистів, яким командував Вадим Погодин на прізвисько «Керч», за однією з версій, за жовто-блакитну стрічку на рюкзаку, а за словами Ігоря Стокоза, представника Донецької обласної військово-цивільної адміністрації, — через те, що вступив у суперечку з ними, відстоюючи позицію єдиної неподільної країни. Бити неповнолітнього хлопця бандити почали ще в Донецьку. Потім відвезли до Горбачево-Михайлівки, де після страшних катувань розстріляли.
Відразу після зникнення сина його мати поїхала в Донецьк на його розшуки. Їй вдалося дізнатись, що хлопця було розстріляно, і поспілкуватися з ватажком днрівців Захарченком, який пообіцяв їй розшукати тіло сина і його вбивць. Наприкінці вересня 2014 року до матері прийшла звістка, що тіло знайдено. Ексгумацію було призначено на 3 жовтня, в ході якої, мати впізнала свого сина. Їй вдалося домогтися його відправлення у Краматорськ. Поховали Степана Чубенка 8 листопада 2014 року в його рідному місті.

## Покарання вбивць
Вбивцями неповнолітнього патріотичного хлопця виявилися троє бойовиків з батальйону «Керч» — Москальов Юрій Аркадійович (нар. 1969, Донецьк), Погодін Вадим Вікторович (нар. 1971, Донецьк), Сухомлинов Максим Вікторович (нар. 1984, Макіївка). Матері Степана «влада ДНР» повідомила, що вбивць її сина піймали, але двом з них вдалося втекти до окупованого Криму.
19 липня 2017 року мати Степана Чубенка Сталіна Чубенко звернулася за допомогою до органів влади та українців: 
| Я, Чубенко Сталіна В'ячеславівна, мати по-звірячому замордованого і розстріляного ополченцями бандформування «Керч» 16-річного школяра Чубенка Степана, звертаюся по допомогу до органів влади і громадськості України. Я вимагаю від Генпрокуратури негайно відправити доручення в Краматорськ і далі необхідні матеріали до Криму для екстрадиції Погодіна в Україну. Якщо протягом доби необхідні дії не будуть зроблені, я буду змушена звернутися до української та зарубіжної преси та почати протестну акцію біля стін Генеральної прокуратури. В першому документі звинувачення мого сина з боку вбивць, а 2-й документ підтверджує його відсутність на території України[5]. |
У липні 2017 року Генеральна прокуратура України звернулася до Російської Федерації з проханням передати бойовика «ДНР» Вадима Погодіна, який вбив Степана Чубенка.
10 листопада 2017 року, Торецький міський суд виніс заочний вирок підозрюваним у вбивстві Степана Чубенка. Вадима Погодіна, колишнього комбата батальйону «Керч» та його бойовиків Юрія Москальова і Максима Сухомлинова, заочно засудили до пожиттєвого ув'язнення. Суд також задовільнив цивільний позов матері Степана Сталіни Чубенко, згідно якого кожен із засуджених має сплатити по одному мільйону гривень компенсації.
У листопаді 2017 року, трьох вбивць 16-річного українського патріота — Погодіна В. В («Керч»), Москальова Ю. А., Сухомлинова М. В., — Дзержинським судом заочно засуджено до довічного позбавлення волі. «У рамках розслідування кримінального провадження за п. 3, 12 ч. 2 ст. 115 (умисне вбивство викраденої людини, вчинене за попередньою змовою групою осіб) КК України проведено низку судових експертиз та зібрано вичерпні докази провини бойовиків у зухвалому та жорстокому вбивстві юнака», — прокурор Донецької області Євген Бондаренко. Двоє вбивць переховуються в Росії, Погодін — в окупованому Криму.

## Вшанування пам'яті
На честь Степана Чубенка у Краматорську організовано футбольний турнір, що проводиться щорічно з 2015 року (2019 року відбувся вп'яте).
21 листопада 2016 року в школі, де вчився Степан, відкрито меморіальну дошку.
23 вересня 2017 року біля входу на стадіон «Авангард» у Краматорську було відкрито пам'ятну дошку Степану Чубенку.
У серпні 2021 року на сесії Краматорської міської ради депутатами було прийнято рішення про присвоєння загальноосвітній школі № 12 імені Степана Чубенка, її колишнього учня.
На початку грудня 2021 року у Краматорську відкрили пам'ятник Степану Чубенку. Над проєктом пам'ятника працював краматорський скульптор Ігор Нестеренко. Степана Чубенка зобразили у повний зріст з м'ячем у руках, у формі команди з емблемою краматорського футбольного клубу «Авангард» і з першим номером.
У 2023 році вулицю Уральську у місті Краматорськ перейменовано на честь Степана Чубенка.

## Нагороди
- Орден «За мужність» III ступеня (28 червня 2017, посмертно)[16].
- Орден «Народний Герой України» (8 травня 2016, посмертно)[17]. Нагороду отримали батьки[18].